# 이와사키 미네코
이와사키 미네코(일본어: 岩崎究香, 1949년 11월 2일 ~ )는 일본의 사업가, 전직 게이샤이다. 29살 때, 돌연히 게이샤를 그만둘 때까지 일본에서 가장 유명한 게이샤였다.
미국의 작가 아서 골든이 이와사키와의 인터뷰를 바탕으로 소설 《게이샤의 추억》을 집필했다.

## 생애
1949년 11월 2일 태어났다. 본명은 "타나카 마사코"이다. 5살 때 집을 떠나, 전통 일본 무용을 배우기 위해 교토시 기온에 있는 이와사키 오키야로 갔다. 오키야의 주인인 "오이마"에게 입양되어 성을 '이와사키'로 바꿨고, 이 일가의 상속인이 됐다. 15살 때 마이코가 됐고, 점쟁이에게 '미네코'라는 이름을 받아서 사용했다. 16살 때, 일본에서 가장 유명한 마이코가 됐고, 21살 생일 때 마침내 게이코가 됐다.
자서전에서 그녀는 신체적, 정신적 한계에 치다를 때까지 게이샤로서 일을 했다고 밝혔다. 콩팥에 건강상 문제가 있었으나, 이를 이겨내고 복귀해 다시 게이샤로서 활동했다. 국내 유명인사 뿐만 아니라 영국의 엘리자베스 2세와 찰스 왕자 등 여러 국외 고위인사를 대접했다. 미네코의 명성은 때로는 질투와 험담의 대상이 되어 괴롭힘도 겪었다고 한다.
1980년, 믿고 따르던 멘토가 사망한 후에 전통을 고수하는 게이샤 사회에 미네코는 환멸을 느끼게 됐다. 특히, 게이샤를 위한 교육 시스템 미비에 관한 좌절감이 가장 컸다. 29살 때, 미네코는 돌연히 게이샤를 그만두게 됐다. 미네코는 자신의 활동 중단이 기온의 게이샤 사회에 혁신을 불러오길 바랬으나, 혁신은 일어나지 않았다. 게이샤를 그만둔 후 미네코는 예술가로서 활동했다. 1982년에 예술가 "사토 진이치로"와 결혼했고, 1983년에 아들을 낳았다.